# تامارین پاسفید
تامارین پاسفید (نام علمی: Saguinus leucopus) نام یک گونه از سرده تامارین است.این گونه تامارین بوم زاد کلمبیا می باشد.این گونه شباهت های بسیاری به تامارین کلاه پنبه ای دارد.این گونه دراتحادیه بین‌المللی حفاظت از طبیعت یک گونه در خطرانقراض طبقه بندی شده است.